# La Limite du péché
Pour plus de détails, voir Fiche technique et Distribution.
La Limite du péché (Quarta parete) est un film dramatique franco-italien réalisé par Adriano Bolzoni et sorti en 1969.

## Synopsis
Marco Baroni a passé quatre ans dans une école anglaise. Lorsqu'il rentre à Rome, il est pris au dépourvu par le comportement des membres de sa famille : son père, sa mère et sa sœur Marzia ont tellement changé qu'il ne les reconnaît plus. Ils lui apparaissent cyniques, alcooliques et hypocrites. Lors d'une fête, Marco tue sa sœur en la noyant dans la piscine. 

## Fiche technique
- Titre français : La Limite du péché[1]
- Titre original italien : Quarta parete[2]
- Réalisateur : Adriano Bolzoni
- Scénario : Adriano Bolzoni et Guy Pérol
- Photographie : Romolo Garroni (it)
- Montage : Renato Cinquini (it)
- Musique : Don Backy et Detto Mariano
- Décors : Giorgio Giovannini (it)
- Costumes : Giulia Mafai (it)
- Maquillage : Lolli et Sandro Melaranci
- Sociétés de production : Pro-Di Cinematografica (Rome), Radius Productions (Paris)
- Pays de production :  Italie -  France
- Langue originale : italien
- Format : Couleur - 2,35:1 - Son mono - 35 mm
- Durée : 90 minutes
- Genre : Drame
- Dates de sortie :
  - Italie : mai 1969

## Distribution
- Peter Lawford : Papa Baroni
- Françoise Prévost : Cristiana, la mère
- Paolo Turco : Marco Baroni
- Paolo Carlini : don Luigi
- Tery Hare : Marzia Baroni
- Corinne Fontaine : Lona Streiber
- Carla Romanelli : Nicoletta
- Germano Longo : Nani
- Alicia Brandet : Diane
- Giuseppe Castellano : sergent de police
- Janine Hendy : Pilla
- Don Backy : Jumpy
- Bernard Blier : Andrea Brusa
- Franco Giacobini
- Umberto D'Orsi
- Carole André
- Barbara Carroll
- Eleonora Morana
- Anna Orso
- Léa Nanni
- Rodolfo Licari
- Claudio Trionfi

### Tournage
Le film a été tourné dans les lieux suivants :
- Villa à Monte Mario (Scene dans la villa de la famille de Marco Baroni)
- Accademia Britannica di piazzale Winston Churchill à Rome (scène de la faculté)
- Via del Faro a Isola Sacra (Fiumicino, Rome) (scène sur la plage)
- Ristorante Mastrostefano, piazza Navona à Rome (scène du restaurant)
- Chiesa di San Pio X, piazza della Balduina (en) à Rome (scène dans l'église)